# Kenpesq't
Kenpesq't (Kinbaskets, Shuswap Indian Band, kǂitqatwumǂaʔt), banda Shuswapa iz skupine North Thompson Division Shuswap ili Tekkakalt. Za njih se kaže da su ogranak bande Upper North Thompson i Sxstélenemx (Shuswap Lake Division) koji rane 1900. migriraju duž dolina rijeka Columbia i Canoe u područje Windermerea, gdje se naseljuju u blizini narod kutenai, koji ih nazivaju kǂitqatwumǂaʔt. Danas su vode pod službenim imenom Shuswap Indian Band, a glavni im je rezervat Shuswap Indian Reserve.
Danas pripadaju plemenskom vijeću Šusvapa (Shuswap Nation Tribal Council) i Kutenaja (Ktunaxa Kinbasket Tribal Council)